# Copestylum saphirinum
Copestylum saphirinum är en tvåvingeart som först beskrevs av Jacques-Marie-Frangile Bigot 1883.  Copestylum saphirinum ingår i släktet Copestylum och familjen blomflugor. Inga underarter finns listade i Catalogue of Life.